# Frazz Live
Frazz Live è il primo album dal vivo del gruppo musicale italiano Semiramis, pubblicato il 10 ottobre 2017 dalla Black Widow Records.

## Descrizione
Contiene l'intera registrazione dell'esibizione tenuta dal gruppo al La Claque di Genova nell'aprile 2017, ultimo concerto insieme a Maurizio Zarrillo, scomparso due mesi più tardi. Il concerto ha visto l'esecuzione dei sette brani dell'album in studio Dedicato a Frazz e dell'inedito Morire per guarire, scritto da Giampiero Artegiani, Paolo Faenza e Rino Amato. Nell'album è inoltre compreso un secondo inedito, Mille universi, registrato in studio ed inserito come bonus track dell'edizione CD.

## Tracce
1. Quattro fili – 0:51
2. La bottega del rigattiere – 9:45
3. Fragile involucro – 0:52
4. Luna Park – 4:54
5. Ombre di ritorno – 0:50
6. Uno zoo di vetro – 8:20
7. Foglio bianco – 0:54
8. Per una strada affollata – 8:20
9. Il silenzio e i bambini – 0:55
10. Dietro una porta di carta – 7:06
11. La verità non serve – 1:06
12. Frazz – 6:57
13. Circo universo – 1:00
14. Clown – 6:48
15. La fine non esiste – 1:16
16. Morire per guarire – 8:46
17. Mille universi (Bonus Track) – 5:20 – assente nel DVD

## Formazione
- Paolo Faenza – batteria, vibrafono, cori
- Maurizio Zarrillo – eminent, sintetizzatore, cori
- Vito Ardito – voce principale, chitarra acustica
- Rino Amato – pianoforte, organo, sintetizzatore, programmazione
- Ivo Mileto – basso elettrico
- Antonio Trapani – chitarra elettrica
- Giampiero Artegiani – chitarra acustica, narrazione